# Diastolisches Aortenanzapfsyndrom
Ein Diastolisches Aortenanzapfphänomen, englisch Diastolic Aortic Steal, bezeichnet einen abnorm vermehrten Blutabfluss (Steal-Phänomen) aus der Aorta ascendens, wodurch dem Versorgungsgebiet Blut entzogen wird.
Hauptursachen sind ein Persistierender Ductus arteriosus sowie die angeborene oder erworbene Aortenklappeninsuffizienz.
Weiteres findet sich bei den angegebenen Krankheitsbildern.